# Pomeranč

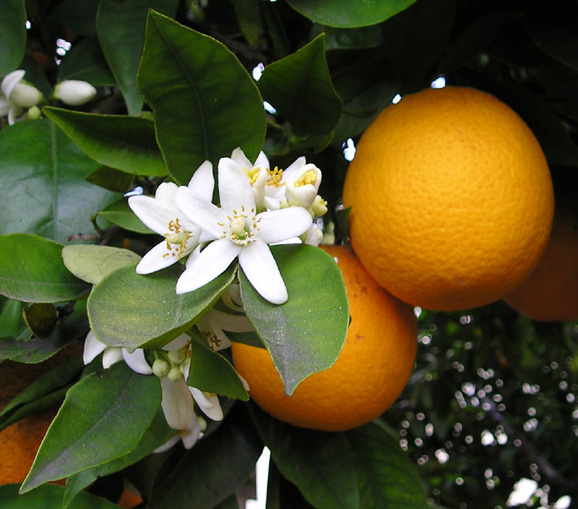
Pomeranče na pomerančovníku čínském

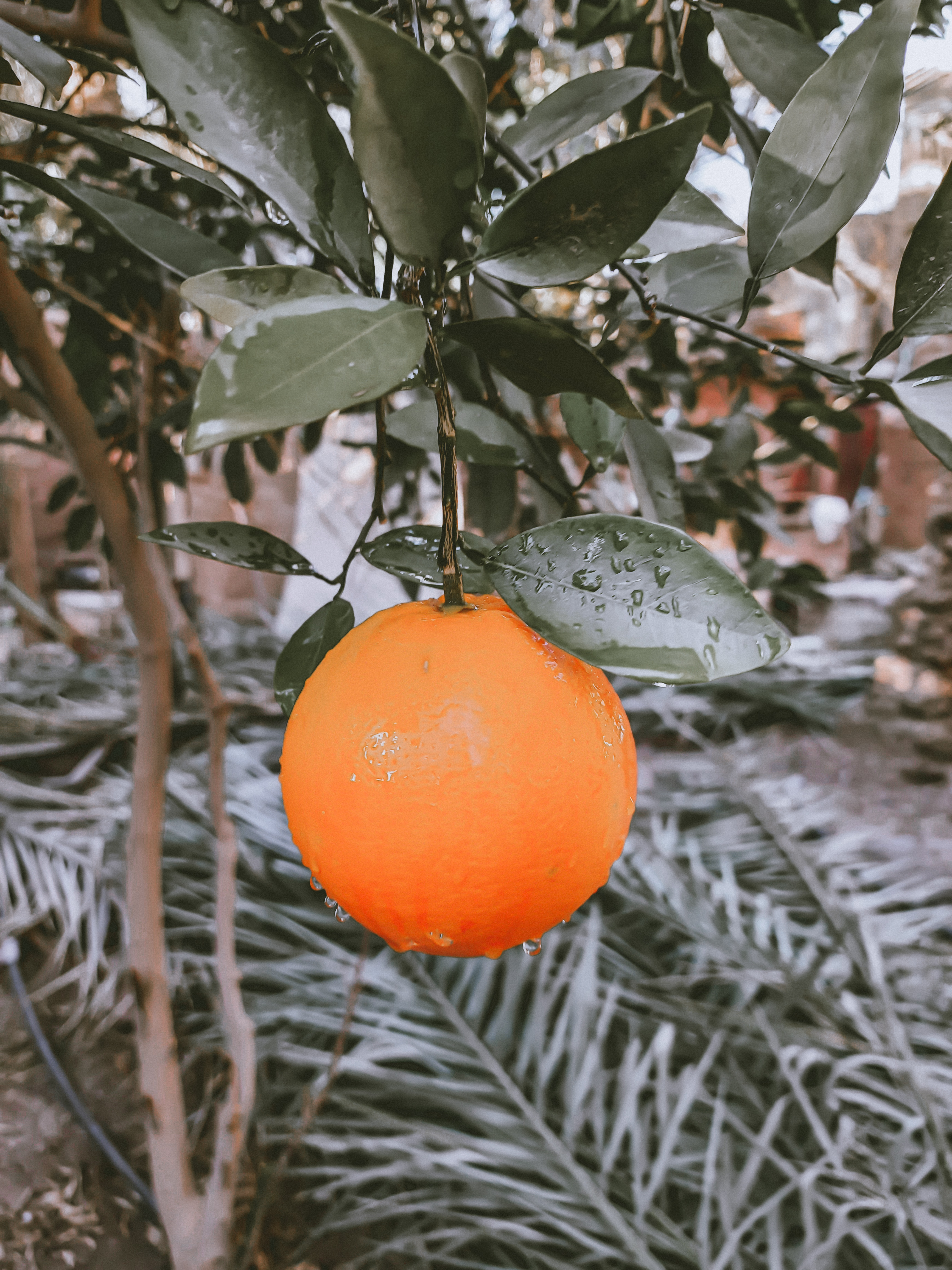
Pomeranč

Pomeranč (z latiny pomorancium, z pomum, jablko, a arancia, oranžová) je plod pomerančovníku čínského (Citrus sinensis) z čeledi routovité (Rutaceae). Pomerančovníky jsou stromy, zřídka i keře. Pochází pravděpodobně ze subtropických hraničních oblastí Číny a Vietnamu, nikde neroste jako planá rostlina. V 15. století byl do Evropy dovezen portugalskými obchodníky a záhy po objevení Ameriky i tam. Nyní je rozšířen do všech subtropických oblastí, v tropech se mu pro přílišnou vlhkost nedaří. Jde o nejvíce pěstované citrusové plody na světě.

## Charakteristika
Pomerančovník je stálezelený mělce kořenící strom, má kulovitou korunu a v mládí trnité větvičky. Listy jsou podlouhle vejčité až eliptické, středně veliké, tmavě zelené s úzkými řapíky. Jsou to rostliny jednodomé a vytvářejí oboupohlavé květy, opylovány jsou hmyzem. Květy jsou bílé, vonící, 2 až 3 cm veliké, obvykle 5četné, petaly podlouhlé, asi 15 x 6 mm velké, tyčinky asi 14 mm, semeníky téměř kulovité.
Plody jsou bobule (hesperidium) ve velikostech 5 až 12 cm, kulovité až oválné. Kůra plodu (perikarp) bývá barvy žluté, oranžové nebo šarlatově červené, je poměrně tenká, přiléhající k dužnině, někdy obtížně loupatelná. Dužina je tvořena klínovitými semeníkovými pouzdry vyplněnými tenkostěnnými váčky, které obsahují sladkou šťávu obklopující semena umístěná na středoúhlé semenici. Dužina je barvy žluté až oranžové, u některých kultivarů i fialově červené a je šťavnatá, osvěžující sladkokyselé chuti. Semena poměrně velká, mnohozárodečná (polyembryonická), existují i bezsemenné kultivary.

## Použití
Plody jsou kvalitním zdrojem vitamínu C a konzumují se čerstvé, kompotují se nebo lisují na osvěžující šťávu. Téměř 90% produkce pomerančů je průmyslově zpracováno. Ze slupek se získává pektin a hlavně esenciální oleje, které slouží k aromatizaci potravin a v kosmetice, v menší míře se používají v lékařství k výrobě tinktur.
Květu se pro jeho vůní a chuť používá jako upravující složka řady čajových směsí. V lidovém lékařství se užívají okvětní plátky svařené se solí k uklidnění nervů, proti astmatu, vysokému tlaku, horečce a zvracení, svařené s cukrem proti nechutenství.

## Rozdělení
Pomerančovníky se dělí podle vlastnosti plodů do tří základních skupin:
- obyčejné – pomeranče s poměrně tenkou slupkou, žlutou až oranžovou dužinou, pěstované převážně ve Španělsku a na Blízkém Východě, pro přímý konzum i pro lisování, jsou to např.
  - Citrus sinensis 'Jaffa'
  - Citrus sinensis 'Hamlin'
  - Citrus sinensis 'Murcia'
  - Citrus sinensis 'Valencia'
- krvavé – mají červené žilky v dužině a šťávu fialově rudé barvy
  - Citrus sinensis 'Moro'
  - Citrus sinensis 'Ruby'
  - Citrus sinensis 'Sanguinello'
  - Citrus sinensis 'Tarocco'
- pupečné – jsou to pomeranče se základem druhého plodu na bliznové straně plodu, která vypadá jako pupek (angl. Navel). Byly objeveny v roce 1820 na jediném zmutovaném stromu v Brazílii a protože tyto pomeranče nemají semena, rozmnožil se tento strom dále vegetativně pomoci roubů, čili všechny dnešní stromy s těmito pomeranči jsou přímými potomky jediného stromu. Různých kultivarů se dosáhlo roubováním na rozdílné podnože.
  - Citrus sinensis 'Robertson Navel'
  - Citrus sinensis 'Thompson Navel'
  - Citrus sinensis 'Washington Navel'

## Pěstování
Ročně se sklidí asi 60 milionů tun citrusových plodů. Skoro 70 % připadá na pomeranče. Z jednoho stromu pomerančovníku, který je v průměru 6–10 m vysoký, se ročně sklidí 7000–8000 plodů, známé jsou i výnosy 20 000 plodů. Pomerančovníky mají kvalitní plody jen tehdy, projdou-li obdobím chladu. Pro poskytnutí co největší a kvalitní úrody nutno stromy prořezávat.
Přestože pomerančovník snese poměrně různorodé subtropické podnebí, jednotlivé kultivary jsou k docílení maximálního a kvalitního výnosu vázány na určité zeměpisné oblasti. Všeobecně pomerančovník nesnáší přemokřená místa a ani vysokou vzdušnou vlhkost. V období velkého sucha je však nutno stromy zavlažovat. Během plné vegetace požaduje vysokou teplotu a hodně slunečního svitu, v období klidu přežije krátkodobý pokles teplot pod bod mrazu. Nesnáší zasolenou půdu, ideální pH je okolo 5 až 8. Stromy se dožívají až 100 let, ale z ekonomických důvodů se počítá s životností 30 let. Nové stromky se vypěstují roubováním na podnože vyrostlé ze semen, pak plodí za cca 5 let. Pomerančovníky se také vysazují poblíž lidských obydlí i jako solitéry pro poskytnutí stínu.

## Průměrný obsah látek a minerálů

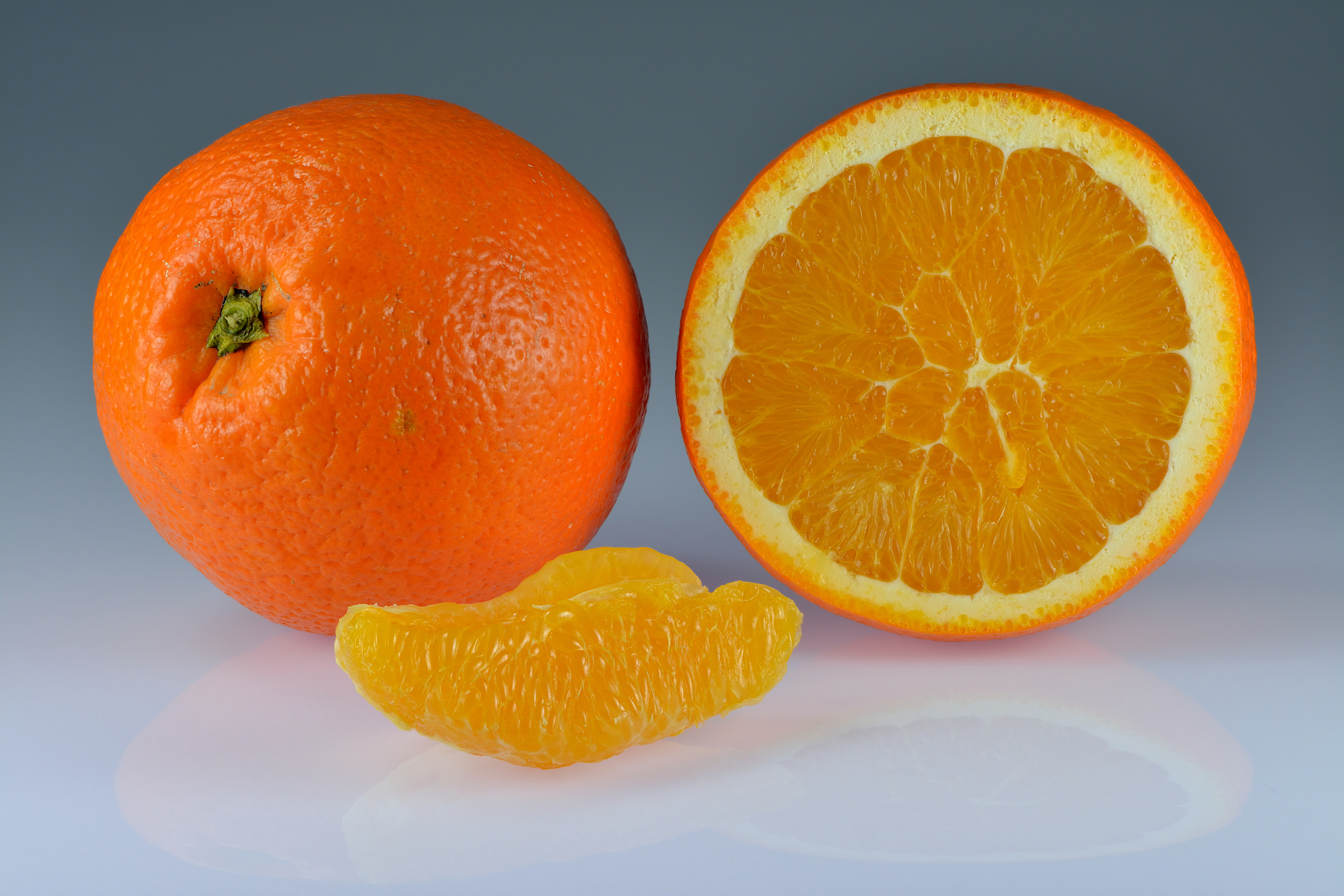

Tabulka udává dlouhodobě průměrný obsah živin, prvků, vitamínů a dalších nutričních parametrů zjištěných v pomerančích.
| Složka          | Jednotka | Průměrný obsah | Prvek (mg/100 g) | Průměrný obsah | Složka (mg/100g) | Průměrný obsah |
| --------------- | -------- | -------------- | ---------------- | -------------- | ---------------- | -------------- |
| voda            | g/100 g  | 86,1           | Na               | 5              | vitamin C        | 44 - 79        |
| bílkoviny       | g/100 g  | 1,1            | K                | 150            | vitamin D        | 0              |
| tuky            | g/100 g  | 0,1            | Ca               | 47             | vitamin E        | 0,24           |
| cukry           | g/100 g  | 8,5            | Mg               | 10             | vitamin B6       | 0,10           |
| celkový dusík   | g/100 g  | 0,18           | P                | 21             | vitamin B12      | 0              |
| vláknina        | g/100 g  | 1,7            | Fe               | 0,1            | karoten          | 0,047 - 0,155  |
| mastné kyseliny | g/100 g  | stopy          | Cu               | 0,05           | thiamin          | 0,11           |
| cholesterol     | g/100 g  | 0              | Zn               | 0,1            | riboflavin       | 0,04           |
| energie         | kJ/100 g | 158            | Mn               | stopy          | niacin           | 0,4            |